# Risaralda
Risaralda là một tỉnh của Colombia. Tỉnh nằm ở vùng tây trung bộ của Colombia, ở vùng Paisa.  Thủ phủ là Pereira.
Tỉnh này đã được tách ra từ tỉnh Caldas năm 1966.  Risaralda có đồn điền cà phê. Lãnh thổ có nhiều núi non, có khí hậu đa dạng. Vị trí của tỉnh gần các bến cảng như Buenaventura bên bờ Thái Bình Dương, gần các thành phố lớn Bogotá, Cali, Medellín.

## Các đô thị
1. Apia
2. Balboa
3. Belén de Umbría
4. Dosquebradas
5. Guatica
6. La Celia
7. La Virginia
8. Marsella
9. Mistrato
10. Pereira
11. Pueblo Rico
12. Quinchía
13. Santa Rosa de Cabal
14. Santuario